# 압량읍
압량읍(押梁邑)은 경상북도 경산시의 읍이다. 면적은 18.35 km2이고, 인구는 2017년 말 주민등록 기준으로 21,327명이다.

## 연혁
- 삼한 시대 : 변·진(弁辰)의 한 나라인 압독국(押督國) 또는 압량소국의 소재지로서 지금의 압량리에 도읍함
- 신라 파사왕 : 압독국을 정복하여 군(郡)을 설치함
- 신라 선덕여왕 11년(642) : 김유신 장군이 군주(軍主)로 다스림
- 신라 태종무열왕 2년(655) : 둘째 아들이었던 김인문(金仁問)이 총관으로 재임하던 시절 지금의 압량리에 장산성(獐山城)을 쌓아 군사훈련을 함
- 조선시대 : 경산군 동면에 속함
- 1914년 3월 1일 : 부군면 통폐합에 의해 압량면으로 개칭하고 면사무소를 조영동(造永洞)에 둠

| 조선총독부령 제111호 | |
| 구 행정구역 | 신 행정구역 |
| 경산군 동면 갑제동, 신광동/금구동, 내동, 부적동, 사동, 삼풍동, 신대동, 신촌동, 압량동, 용암동, 의송동, 인각동/축안동, 조영동, 평산동, 현창동/건흥동 | 압량면 갑제동, 금구동, 내동(乃洞), 부적동, 사동, 삼풍동, 신대동, 신촌동, 압량동, 용암동, 의송동, 인안동, 조영동, 평산동, 현흥동 |
| 자인군 서면 가일동, 강서동, 남방동, 내동, 당리동, 당음동, 백안동, 신월동, 신천동, 여천동, 유곡동, 점촌동                                            | 압량면 가일동, 강서동, 남방동, 내동(內洞), 당리동, 당음동, 백안동, 신월동, 신천동, 여천동, 유곡동, 점촌동                       |
- 1916년 : 면사무소를 부적동(夫迪洞)으로 이전
- 2020년 1월 1일 : 압량읍으로 승격

## 행정 구역
| 법정리 | 한자명 | 행정리                                      | 비고                   |
| ------ | ------ | ------------------------------------------- | ---------------------- |
| 부적리 | 夫迪里 | 부적1리, 부적2리, 부적3리, 부적4리, 부적5리 | 읍 행정복지센터 소재지 |
| 신대리 | 新垈里 | 신대1리, 신대2리, 신대3리                   |                        |
| 압량리 | 押梁里 | 압량리                                      |                        |
| 용암리 | 龍岩里 | 용암리                                      |                        |
| 금구리 | 金龜里 | 금구리                                      |                        |
| 현흥리 | 賢興里 | 현흥1리, 현흥2리                            |                        |
| 인안리 | 仁安里 | 인안1리, 인안2리, 인안3리                   |                        |
| 의송리 | 儀松里 | 의송리                                      |                        |
| 신촌리 | 新村里 | 신촌리                                      |                        |
| 내리   | 乃里   | 내리                                        |                        |
| 가일리 | 駕日里 | 가일리                                      |                        |
| 당음리 | 唐音里 | 당음리                                      |                        |
| 신월리 | 新月里 | 신월리                                      |                        |
| 백안리 | 百安里 | 백안리                                      |                        |
| 강서리 | 江西里 | 강서리                                      |                        |
| 당리리 | 唐里里 | 당리리                                      |                        |

## 압독국의 부활을 꿈꾸는 압량
- 경산시 압량읍 행정복지센터[깨진 링크(과거 내용 찾기)]